# 法蘭·波西治
法蘭·波西治（英語：Frank Borzage，/bɔːrˈzeɪɡiː/，1894年4月23日—1962年6月19日）是一位美國導演。

## 生平
法蘭·波西治在整個1920年代是一個相當成功的導演，達到在20世紀默片時代與早期有聲電影的高峰。法蘭·波西治從德國導演茂瑙吸收視覺技巧。他發展出自己的電影風格，蔥鬱的視覺浪漫主義獲得巨大成功，他與珍妮·蓋諾和查爾斯·法雷爾（Charles Farrell）合作，包括《七重天》（1927年，為他贏得第一個奧斯卡獎），《馬路天使》（1928年）和《幸運星》（1929年）。1931年，他贏得第二個奧斯卡獎。
1948年後，他的電影產量不多。
在1955年和1957年，法蘭·波西治獲得喬治·伊士曼獎。

## 外部連結
- 法蘭·波西治在互联网电影资料库（IMDb）上的資料（英文）
- 法蘭·波西治在豆瓣上的资料（简体中文）
- 在AllMovie上法蘭·波西治的頁面（英文）
- Senses of Cinema: Great Directors Critical Database （页面存档备份，存于）
- They Shoot Pictures, Don't They? （页面存档备份，存于）
- A Farewell to Arms (1932) – This Borzage-directed adaptation of Ernest Hemingway's novel has fallen into the public domain and is available online through the Internet Archive.

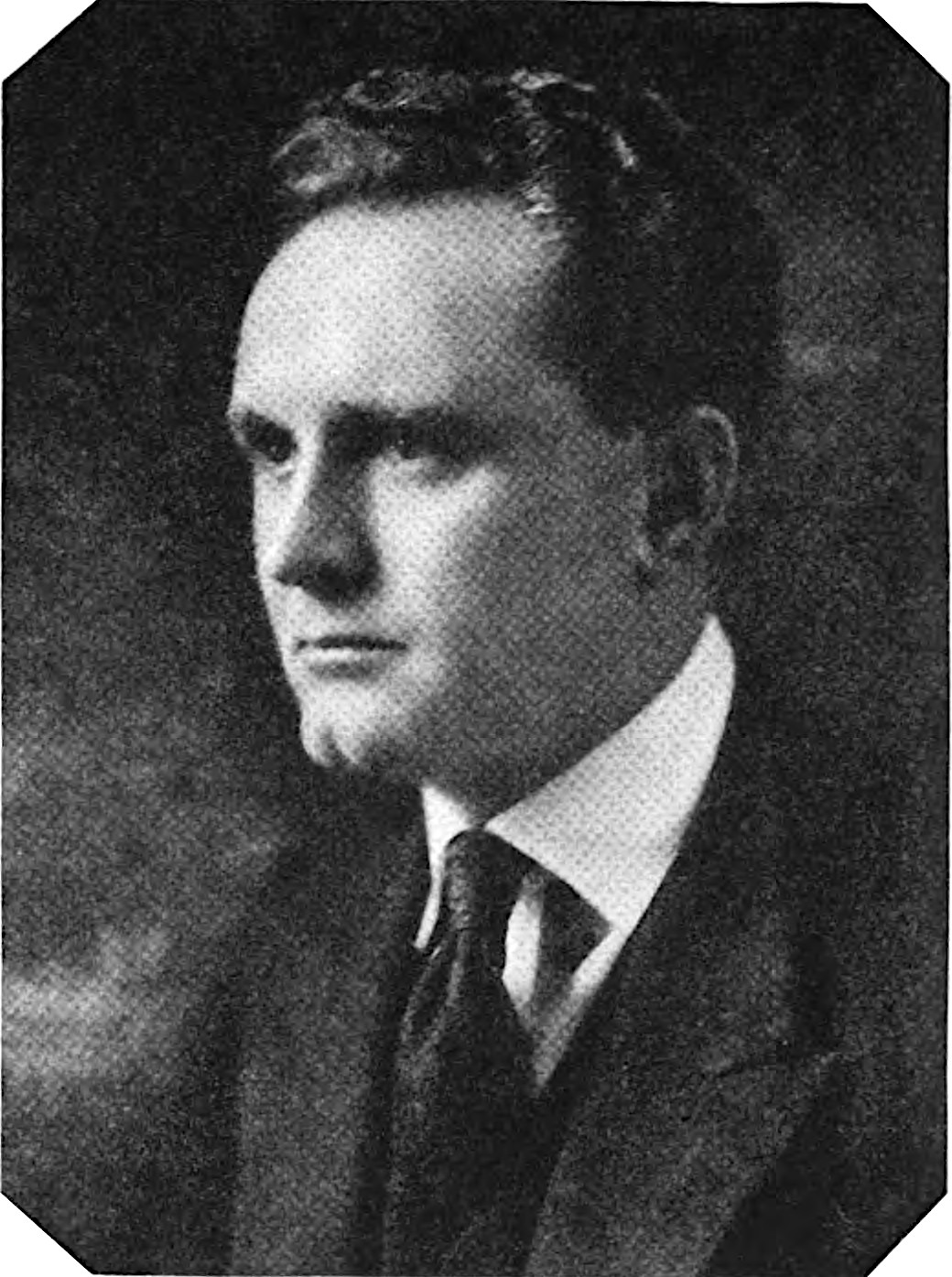

- Frank Borzage and the Classic Hollywood Style （页面存档备份，存于）
- 在Find a Grave上的法蘭·波西治
- Frank Borzage （页面存档备份，存于） at Virtual History